# Piper venulosum
Piper venulosum är en pepparväxtart som beskrevs av William Trelease. Piper venulosum ingår i släktet Piper och familjen pepparväxter. Inga underarter finns listade i Catalogue of Life.